# Rytel
Rytel (niem. Rittel) – wieś w Polsce, położona w województwie pomorskim, w powiecie chojnickim, w gminie Czersk.
Rytel to wieś borowiacka przy drodze krajowej nr 22, zamieszkana przez Borowiaków.
Wieś liczyła (według Narodowego Spisu Powszechnego z 2011) 2425 mieszkańców. Posiada szkołę podstawową, gimnazjum, ośrodek zdrowia, restaurację, bar, kilkanaście sklepów spożywczo-przemysłowych. Mieszkańcy znajdują zatrudnienie w lokalnych, niewielkich zakładach produkcyjnych oraz utrzymują się z rolnictwa. Znaczna większość zatrudniona jest w zakładach pracy w Chojnicach i Czersku.
Wieś stanowi sołectwo gminy Czersk, obejmujące miejscowości: Rytel, Błota, Duża Klonia, Duże Wądoły, Karolewo, Konigort, Konigórtek, Leśnictwo Jeziórko, Leśnictwo Olszyny, Leśnictwo Ostrowy, Mała Klonia, Małe Wądoły, Młynki, Modrzejewo, Olszyny, Płecno, Rytel – Dworzec, Rytel – Nadleśnictwo, Uboga, Zapora. Powierzchnia sołectwa wynosi 8754 ha.

## Historia
Rytel to stara osada pomorska, położona nad rzeką Brdą (217 km). Wśród znalezisk archeologicznych z tego terenu dominują wyroby z przełomu epok brązu i żelaza datowane na 1700–1200 p.n.e. Najprawdopodobniej nazwa Rytel pochodzi od nazwiska karczmarza Retel.
Za umowną datę powstania miejscowości można przyjąć rok 1430, kiedy to ówczesny komtur tucholski Jost von Hohenkircher wystawił Marcinowi Retelowi – karczmarzowi oraz jego spadkobiercom przywilej nadawczy na karczmę. Obiekt ten wymieniony został w lustracji dóbr królewskich z 1570 r., gdzie mowa jest „o karczmie należącej do starostwa tucholskiego... położonej w puszczy, na gościńcu chojnickim do Gdańska”.

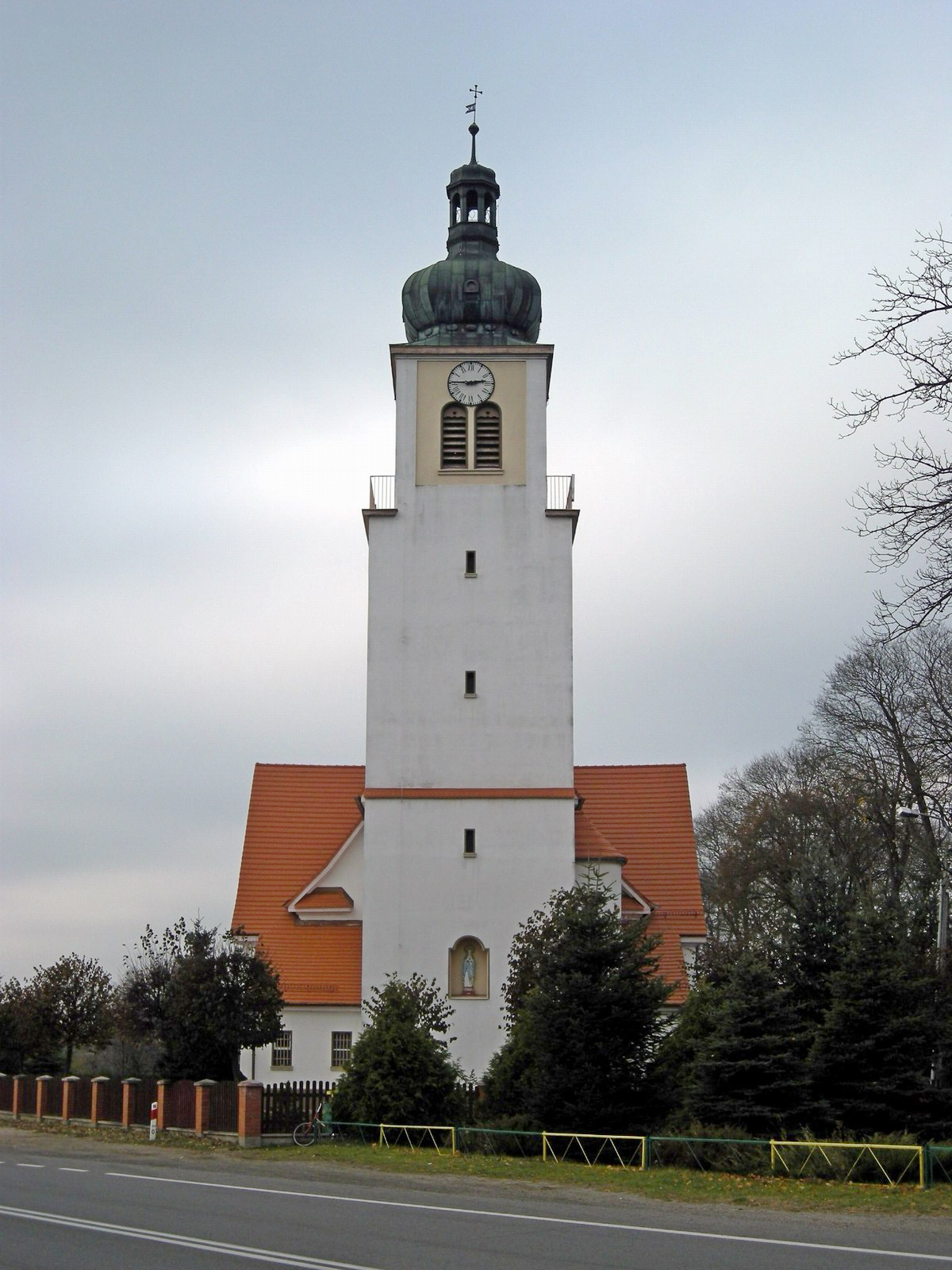
Kościół neobarokowy w Rytlu, zbudowany w latach 1909–1911

W latach 1842–1847 wybudowano kosztem 1,5 mln marek Wielki Kanał Brdy długości 21 km (14 km w wykopie, 7 km w nasypie), rozpoczynający się w Zaporze, a kończący przy Barłogach. Zadaniem kanału było doprowadzenie wody z Brdy do nawodnienia kompleksu łąk w rejonie Czersk – Barłogi. Szerokość kanału w koronie to 16 m, a w okresie szczytowym doprowadza średnio 9 m³ wody na sekundę.
W 1870 r. Rytel otrzymał linię kolei dwutorowej i ekspedycję pocztową, zamienioną w 1885 r. na stałą pocztę. W 1899 r. zakończono budowę szkoły z czerwonej cegły (obecnie siedziba gimnazjum). W 1885 r. mieszkało w Rytlu 605 katolików, 57 ewangelików i 9 Żydów. W 1891 r. Niemiec N. Splet wybudował w Rytlu drugi tartak i młyn parowy, sprzedając później całość Kreńskiemu. Dwa lata później rozparcelowano majątek Klińskiego z Kłodni, położony na prawym brzegu Brdy. Z parcel skorzystali mieszkańcy Rytla.
Gmina ewangelicka w 1891 r. wybudowała dla swoich parafian drewnianą kaplicę, a w 1909 r. kościół murowany, który w latach powojennych służył jako magazyn sklepu przemysłowego GS-u. Kościół ten został rozebrany w latach 1968–1970, a cegły z rozbiórki wykorzystano do rozbudowy szkoły podstawowej. W latach 1897–1899 wybudowano kaplicę katolicką z drewna. 15 września 1899 r. utworzono w Rytlu nową parafię, której pierwszym proboszczem został ks. Antoni Ignacy Marian Kowalkowski, dotychczasowy wikary z Czerska (wcześniej w Więcborku i Pucku), autor pieśni „Prośba dziecka” („Kiedyś o Jezu chodził po świecie”) z 1915 oraz „s:Pan Jezus już się zbliża” z 1925. W latach 1909–1911 w miejsce drewnianej kaplicy wybudowano neobarokowy, masywny kościół z wieżą, pod wezwaniem NMP Królowej Różańca Świętego. W setną rocznicę istnienia parafii odsłonięto tablicę ku czci pierwszego proboszcza.
W okresie międzywojennym istniały w Rytlu dwa tartaki parowe, z których M. Kreńskiego należał do największych na Pomorzu. W 1933 r. zatrudniał ok. 200 robotników i przetwarzał miesięcznie 3300 m³ drewna. Tarcicę zbywał w 70% w Anglii, resztę wysyłając do Wolnego Miasta Gdańska oraz całego kraju. Jako nieliczny skutecznie konkurował z firmami z Finlandii i ZSRR. We wsi istniały trzy oberże oraz 6 sklepów spożywczych i przemysłowych. W 5-klasowej szkole powszechnej uczyło się ok. 200 dzieci. W 1933 r. Rytel został siedzibą władz gminy zbiorczej.
W dniu 3 września 1939 r. wkroczyły do Rytla wojska niemieckie. Jedną z pierwszych ofiar był kierownik szkoły Władysław Reszka. Szkoła rozpoczęła nauczanie dopiero na początku 1940 roku. Już w 1941 r. zorganizowała się w Rytlu gminna grupa Związku Walki Zbrojnej. Na czele gminnej komendy TOW „Gryf Pomorski” stanął Konrad Nałęcz ps. „Orlik”. Bunkry partyzanckie zbudowano nad jeziorem Kociołek, położonym niedaleko Rytla. W okresie okupacji działał w Rytlu konspiracyjny punkt biblioteczny, którym kierował nauczyciel Kazimierz Korda. Dnia 22 lutego 1945 r. wojska radzieckie 49 Armii 2 Frontu Białoruskiego wyzwoliły Rytel. W walkach na terenie gminy poległo 82 żołnierzy radzieckich. Ciała poległych ekshumowano 8 listopada 1946 r. i przewieziono na cmentarz w Czersku.

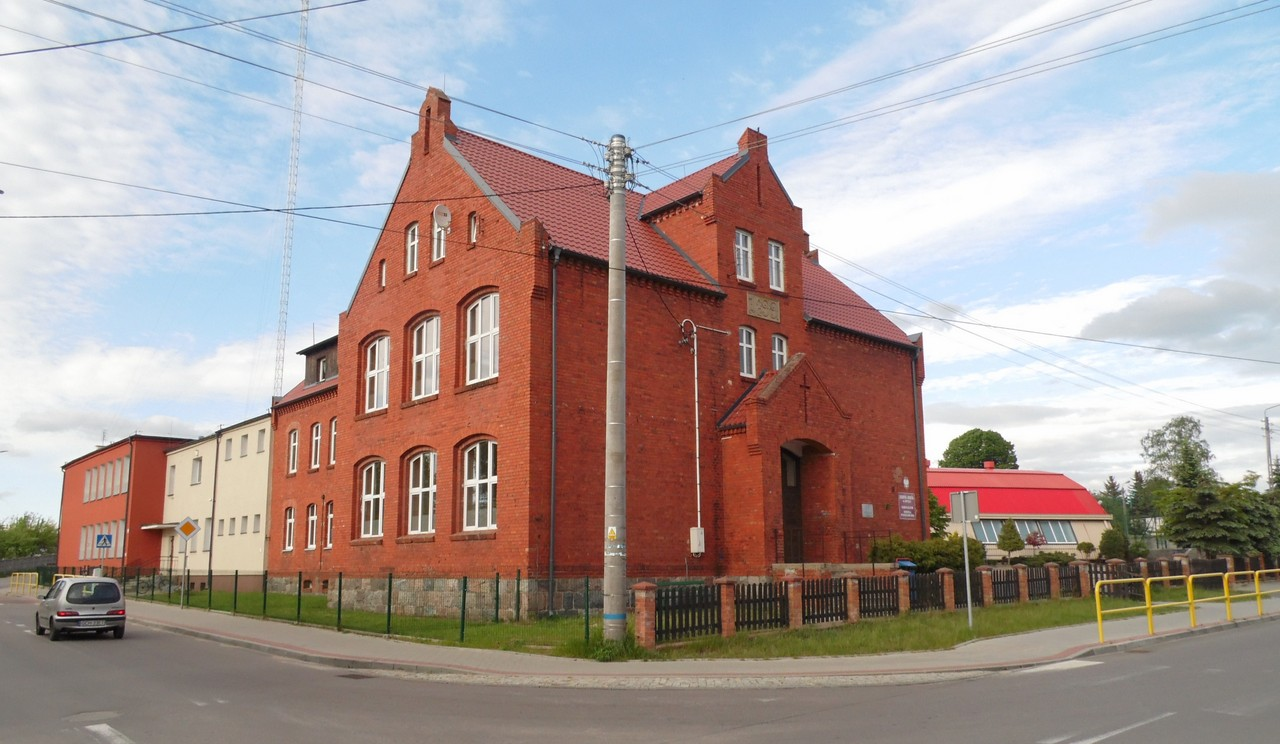
Szkoła

Po wojnie nastąpiła szybka odbudowa wsi ze zniszczeń. Od kwietnia 1945 r. działała szkoła, a w lipcu powstała Gminna Spółdzielnia „Samopomoc Chłopska”. W lutym 1948 r. uruchomiono przystanek osobowy PKP Rytel Wieś, a w następnym roku otwarto bibliotekę gminną. W 1973 r. po likwidacji gminy wieś powróciła do roli sołectwa. W latach 1969–1970 nastąpiła rozbudowa szkoły podstawowej, do której w 1995 r. dobudowano salę gimnastyczną. Na Brdę po dłuższej nieobecności powróciły krajowe i międzynarodowe spływy kajakowe. Liczne sekcje Domu Kultury, zwłaszcza wokalno-instrumentalna, tworzone od podstaw przez Halinę Mayer oraz nieżyjącego już kierownika Wiejskiego Domu Kultury Henryka Korzeniewskiego, reprezentują Rytel podczas uroczystości i imprez okolicznościowych oraz festiwali. Istnieje też drużyna piłkarska Brda Rytel. W 2002 r. oddano do użytku nowoczesną oczyszczalnię ścieków.
W latach 1934–1954 i 1973–1976 miejscowość była siedzibą gminy Rytel. W latach 1920–1950 wieś należała do województwa pomorskiego, w latach 1950–1975 do tzw. dużego województwa bydgoskiego, a w latach 1975–1998 do tzw. małego województwa bydgoskiego.
Na przełomie czerwca i lipca 2013 usunięto większość nagrobków z byłego cmentarza ewangelickiego na ul. Dworcowej.
W nocy z 11 na 12 sierpnia 2017 sołectwo Rytel zostało spustoszone przez wichurę, która zniszczyła ok. 100 domów i powaliła 9 tys. ha lasu, co spowodowało spiętrzenie wody w Brdzie.

## Zabytki
Według rejestru zabytków NID na listę zabytków wpisane są:
- kościół pw. NMP Królowej Różańca św., 1909-11, nr rej.: A-1209 z 4.07.2000, neobarokowy, na planie krzyża łacińskiego, na wieży hełm cebulasty[10];
- cmentarz kościelny, nr rej.: j.w.
- plebania, nr rej.: j.w.
- ogród, nr rej.: j.w.